# Eddie Firmani
Edward „Eddie“ Roland Firmani (* 7. August 1933 in Kapstadt) ist ein ehemaliger italienisch-südafrikanischer Fußballspieler und -trainer.

## Karriere als Spieler
Der Italo-Südafrikaner Eddie Firmani begann seine Karriere als Profifußballer 1950 in London bei Charlton Athletic, einem Klub, der zu dieser Zeit oft Fußballspieler aus Südafrika verpflichtete, z. B. auch seinen jüngeren Bruder Peter. Zwischen 1951 und 1955 erzielte er für die Londoner in 100 Erstligaspielen 50 Tore. Im Juni 1955 wurde er in die Londoner Stadtauswahl („London XI“) berufen und besiegte mit dieser im Messestädte-Pokal 1955–1958 in Basel die dortige Auswahl mit 5:0, wozu er einen Treffer beisteuerte.
1955 wechselte er in die Serie A zu Sampdoria Genua. Die Italiener überwiesen dafür £ 35.000, was zu diesem Zeitpunkt die höchste jemals an  einen englischen Klub bezahlte Ablösesumme darstellte. Während seiner Zeit bei Sampdoria lief Firmani, der italienische Vorfahren hatte und damit ein Oriundo war, zwischen 1956 und 1958 auch dreimal für die italienische Nationalmannschaft auf, wobei er bei Spielen um den Europameisterschaftsvorläufer Gerö-Cup jeweils ein Tor gegen die Schweiz und Österreich erzielte. Ein weiteres Spiel, gegen Nordirland, war Teil der gescheiterten Qualifikation zur Weltmeisterschaft 1958.
Nach drei Spielzeiten wechselte er zu Inter Mailand, wo er in der Serie A zweimal Dritter und einmal Vierter wurde. 1959 erreichte er zudem das Pokalfinale, das in Rom mit 1:4 gegen Juventus in die Hose ging. In der ersten Runde des Messestädte-Pokals 1958–1960 erzielte er vier Tore beim 7:0-Erfolg gegen Olympique Lyon. Das Aus kam im Halbfinale gegen den FC Barcelona mit 0:4 und 2:4. Im Wettbewerb 1960/61 drang Inter diesmal, auch mittels Siegen von 8:2 und 6:1 über Hannover 96, ins Halbfinale vor, wo Birmingham City mit zwei 2:1 siegen die von Helenio Herrera trainierten Mailänder eliminierten. Insgesamt erzielte er im Messepokal für Inter zehn Tore in zehn Spielen.
Danach schloss Firmani sich dem Zweitligisten CFC Genua an, mit dem er in der ersten Saison dort aufstieg, und verblieb weitere zwei Saisonen mit den Genuesern in der ersten Liga.
1963 kehrte er für eine Ablösesumme von jetzt £ 17.500 zu Charlton Athletic, seit 1957 nurmehr Zweitligist, zurück. 1964 wurde er mit dem Verein, der in der Vorsaison knapp am Abstieg vorbeischrammte Vierter, aber 1965 nurmehr 18. von 22 Vereinen. Er wechselte daraufhin zum Drittligisten Southend United, mit dem er zunächst 12. wurde, 1967 aber als 19. abstieg. In jener Saison war Firmani bester Torschütze der Mannschaft von der Themsemündung; er erzielte 20 der 54 Tore Southends.
Bei allen seinen Stationen war Firmani als Torjäger erfolgreich und bis heute ist er der einzige Spieler, der sowohl in England als auch in Italien mehr als 100 Ligatore erzielen konnte, wenngleich in der ersten Liga von England eben nur die 50 für Charlton in den 1950er Jahren.

## Karriere als Trainer
In seiner letzten Saison als Spieler bei Charlton Athletic war Firmani Spielertrainer. Er betreute den Verein anschließend noch zwei weitere Spielzeiten. Er belegte dabei in der Reihenfolge die Plätze 15, 3 und 20 von jeweils 22 Mannschaften.
1967 kehrte er noch einmal zu Charlton zurück, wobei er in der ersten Saison als Spielertrainer fungierte. Er stellte sich dabei noch zehnmal auf und erzielte sechst Tore. In der Tabelle stand Charlton zum Saisonschluss auf dem 15. Platz unter 22 Mannschaften.
1975 wechselte er in die North American Soccer League (NASL) zu den Tampa Bay Rowdies, mit denen er gleich in seinem ersten Jahr den Titel gewann. Im gleichen Jahr lief er außerdem ein letztes Mal als Spieler auf. 1976 wurde er als „Trainer des Jahres“ ausgezeichnet, 1977 wechselte er zu den New York Cosmos, wo er zwei weitere Ligatitel gewann und unter anderem Pelé, Franz Beckenbauer und Carlos Alberto betreute. Nach einer Auseinandersetzung mit Giorgio Chinaglia verließ Firmani aber New York und heuerte bei Philadelphia Fury an, einem Team, das kurz darauf nach Kanada zog und unter dem Namen Montreal Manic ebenfalls in der NASL spielte. Anschließend folgte ein erneutes, kurzfristiges Engagement bei den New York Cosmos, bevor es Firmani als Trainer in den arabischen Raum zog.
Firmani heuerte als Trainer bei Kazma SC in Kuwait an, wo er in fünf Jahren zweimal die Meisterschaft und einmal den Emir Cup gewann. Nachdem irakische Truppen im Zuge des Zweiten Golfkriegs in Kuwait einmarschiert waren, wurde Firmani von den Irakern drei Monate als Geisel festgehalten. Er beschrieb diese Zeit als „traumatisierende Erfahrung“, wurde er doch Zeuge von Tötungen in den Straßen und Explosionen rund um den Dasman Palast.
1991 wurde Firmani Trainer und Manager bei Montreal Supra, bevor er den Sur Club in Oman trainierte. Es folgten noch zwei Engagements als Trainer bei Montreal Impact und den New York/New Jersey MetroStars, bevor sich Firmani als Trainer zur Ruhe setzte.